# Ziegelmühle (Treuchtlingen)
Ziegelmühle ist ein Gemeindeteil der Stadt Treuchtlingen im Landkreis Weißenburg-Gunzenhausen (Mittelfranken, Bayern). Ziegelmühle liegt in der Gemarkung Wettelsheim.

## Geographische Lage
Die Einöde liegt als vorletzte Mühle an der Rohrach zwischen Wettelsheim und Bubenheim. Parallel dazu führt die Kreisstraße WUG 5 vorbei. Die Bahnstrecke Treuchtlingen–Würzburg verläuft etwa 100 Meter südwestlich.

## Ortsnamensdeutung
In Bayern gibt es mehrere „Ziegelmühlen“. Als solche wurden wahrscheinlich Mühlen bezeichnet, in denen nebenher Ziegel hergestellt wurden. Denkbar ist auch, dass so bezeichnete Mühlen in der Nähe einer abgegangenen Ziegelhütte als dem eigentlichen Fabrikationsort für Ziegeln gestanden sind. Dass der Name von einer eventuellen Bauweise aus Ziegeln herrührt, ist eher unwahrscheinlich.

## Geschichte
Die Mühle ist erstmals 1576 erwähnt: Der „Ziegelmüller zu Wettelßheim auf der Zeigelmühl“, ein gewisser Daniel Offenmüller, stritt mit der Gemeinde Wettelsheim wegen des Viehtriebs. 1719 taucht die Bezeichnung „Schneckenmühl“ auf. 1732 wurde das Anwesen „Schnecken- oder Ziegel-Mühl“ genannt und gehörte zum Richteramt Wettelsheim des Markgrafentums Brandenburg-Ansbach, wohin auch der Zehnt zu entrichten war; ab 1792 war die Mühle mit Wettelsheim königlich-preußisch. Die Mühle lag auf Territorium des Fränkischen Reichskreises. Auch die Vogtei hatte das Richteramt Wettelsheim inne, während die Fraisch beim ansbachischen Oberamt Hohentrüdingen lag.
Im Königreich Bayern wurde Wettelsheim mit seinen Mühlen 1808 zum Steuerdistrikt Wettelsheim. Als 1818 die Ruralgemeinde Wettelsheim gebildet wurde, gehörte auch dieser die Ziegelmühle an. Wettelsheim lag im ehemaligen Landkreis Gunzenhausen und wurde im Zuge der Gemeindegebietsreform am 1. Januar 1972 freiwillig nach Treuchtlingen eingemeindet.
1984 wurde in der Mühle noch Getreide gemahlen, aber auch Landwirtschaft betrieben.

### Einwohnerzahlen
- 1818: 07 Einwohner[7]
- 1824: 06 Einwohner, 1 Anwesen[7]
- 1846: 09 „Seelen“ (2 Familien), 1 Haus; zur Pfarrei und Schule Wettelsheim gehörend.[10]
- 1861: 10 Einwohner, 2 Gebäude[11]
- 1950: 16 Einwohner, 2 Gebäude[7]
- 1961: 09 Einwohner, 2 Wohngebäude[12]
- 1987: 11 Einwohner, 2 Wohngebäude[1]